# Кім Чол Бом
Кім Чол Бом (кор. 김철범, нар. 16 липня 1994) — північнокорейський футболіст, захисник клубу «25 квітня».
Виступав, зокрема, за клуб «Собаексу», а також національну збірну Північної Кореї.

## Клубна кар'єра
У дорослому футболі дебютував 2011 року виступами за команду клубу «Собаексу», в якій провів шість сезонів. 
До складу клубу «25 квітня» приєднався 2018 року. 

## Виступи за збірні
У 2011 році дебютував у складі юнацької збірної Північної Кореї, взяв участь у 3 іграх на юнацькому рівні.
У 2014 році залучався до складу молодіжної збірної Північної Кореї. На молодіжному рівні зіграв у 2 офіційних матчах.
У 2013 році дебютував в офіційних матчах у складі національної збірної Північної Кореї.
У складі збірної — учасник кубка Азії з футболу 2019 року в ОАЕ.
| Дата       | Місто         | Господарі         | Результат | Гості          | Турнір     | Голи | Примітки |
| ---------- | ------------- | ----------------- | --------- | -------------- | ---------- | ---- | -------- |
| 08-01-2019 | Дубай (місто) | Саудівська Аравія | 4 – 0     | Північна Корея | Кубок Азії | -    | 32'      |
| Усього     |               | Матчів            | 1         |                | Голів      | 0    |          |

## Титули і досягнення
- Переможець Юнацького (U-16) кубка Азії: 2010
- Срібний призер Азійських ігор: 2014